# Tinodes prisatkayukta
Tinodes prisatkayukta är en nattsländeart som beskrevs av Schmid 1972. Tinodes prisatkayukta ingår i släktet Tinodes och familjen tunnelnattsländor. Inga underarter finns listade i Catalogue of Life.